# Cmentarz Wolski w Warszawie

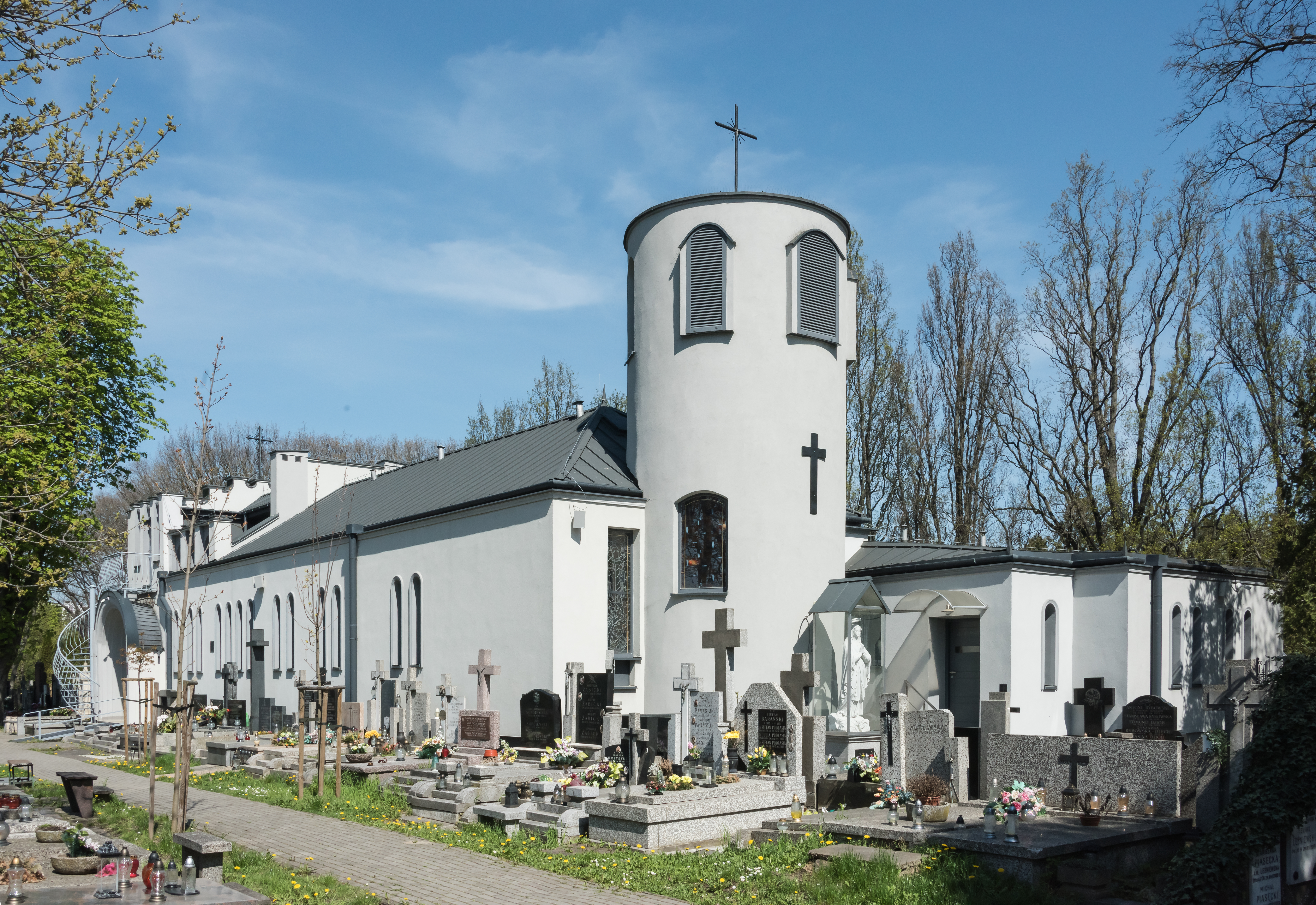
Kościół św. Grzegorza Wielkiego

Cmentarz Wolski – cmentarz rzymskokatolicki znajdujący się przy ul. Wolskiej 180/182, w warszawskiej dzielnicy Wola.

## Historia
Cmentarz parafialny na Woli założono na tzw. księżej wólce w 1854 w parafii św. Stanisława Biskupa i Męczennika. Od początku przeznaczony był dla okolicznej, zazwyczaj ubogiej ludności. Konieczność założenia nowego cmentarza powstała w związku z zaanektowaniem kościoła św. Wawrzyńca na cerkiew prawosławną i urządzenie w jego otoczeniu cmentarza prawosławnego.
Cmentarz wielokrotnie był powiększany: w 1874, następnie w 1882 (o 3,36 ha) oraz w 1899 (o 2,61 ha). W latach 1925–1937 jego powierzchnia wynosiła 9,1 ha.
W 1918 z inicjatywy Towarzystwa Przyjaciół Woli na cmentarzu powstał pomnik upamiętniający poległych w I wojnie światowej. W czasie II wojny światowej spoczęli tam obrońcy Warszawy z 1939 roku, mieszkańcy miasta zamordowani przez Niemców w czasie rzezi Woli w sierpniu 1944 roku, powstańcy, a także żołnierze Ludowego Wojska Polskiego polegli przy wyzwalaniu Warszawy. Powierzchnia nekropolii wynosi 12 ha.
Na cmentarzu znajduje się kościół św. Grzegorza Wielkiego, zbudowany w latach 1962−1963.
Z nekropolią graniczy cmentarz Powstańców Warszawy.

## Pochowani na cmentarzu (m.in.)
- Wojciech Alaborski (1941–2009) – aktor
- Mikołaj Bałysz ps. „Zagłoba” (1906–1974) – żołnierz AK, dowódca 2 kompanii zgrupowania Gromada, kawaler Virtuti Militari
- Tomasz Biliński (1939–2016) – profesor nauk biologicznych
- Zbigniew Czeczot (1925–1999) – kryminolog, prof. dr hab.
- Wiesław Drzewicz (1927–1996) – aktor
- Edmund Fidler (1907–1999) – aktor
- Bronisław Gawryluk (1922–2002) – architekt, członek zespołu projektantów Stadionu Dziesięciolecia w Warszawie
- Ryszard Jagodziński ps. „Sanczo Pansa” (1926–2006) – żołnierz Batalionu Czwartaków AL, kawaler Orderu Virtuti Militari
- Leonard Jakubowski (1922–2012) – piosenkarz
- Janusz Kaczmarski (1931–2009) – polski malarz i pedagog, profesor sztuk plastycznych, mąż Anny Trojanowskiej-Kaczmarskiej i ojciec Jacka Kaczmarskiego
- Alfred Kaftal (1931–1995) – prawnik, profesor UW
- Jan Kałuszewski (1890–1922) – działacz PPS zabity 11 grudnia 1922 podczas rozruchów towarzyszących wyborowi Gabriela Narutowicza na prezydenta RP
- Stanisław Kluźniak (1891–1957) – profesor SGGW i PW
- Andrzej Kowalewicz (zm. 2012) – aktor
- Jan Kryst ps. „Alan” (1922–1943) – żołnierz Armii Krajowej
- Jan Kugler (1922–2007) – zawodnik i trener tenisa stołowego
- Joanna Kulmowa (1928–2018) – poetka
- Janina Irmina Lichońska (1912–1969) – filolog klasyczny i tłumaczka
- Edward Majcher (1931–2009) – ks. infułat, proboszcz parafii pw. św. Wojciecha w Warszawie, doktor teologii, publicysta
- Daniela Makulska (1923-1996) – aktorka
- Paweł Mojsa (1917–1993) – żołnierz AK, kawaler Orderu Virtuti Militari
- Krystyna Mrugalska (1937−2024) – pedagog, działaczka społeczna
- Zdzisław Mrugalski (1930−2017) – zegarmistrz, prof. dr hab. nauk technicznych
- Jerzy Narbutt (1925–2011) – poeta, prozaik i felietonista
- Franciszek Pilarski (1899–1962) – działacz robotniczy, członek KZMP, KPP, GL, PPR i PZPR, odznaczony Krzyżem Oficerskim Orderu Odrodzenia Polski
- Antoni Piotrowski (1910–1988) – ks. prałat, kapelan AK, podpułkownik, w latach 1948–1985 kapelan Szpitala Wolskiego
- Józef M. Pogórski (1928–1995) – architekt
- Barbara Rachwalska (1922–1993) – aktorka
- Władysław Ruchowski (1905–1973) – żołnierz I Dywizji Pancernej gen. Maczka, odznaczony Krzyżem Walecznych, Francuskim Grosdeger, oraz odznaczeniami brytyjskimi i belgijskimi
- Mieczysław Rutkowski (1929–2010) – inż. budownictwa wodnego, odznaczony trzykrotnie nagrodą państwową I stopnia za udział w projektowaniu stopnia wodnego Dębe
- Bohdan Rzeszowski (1926–1983) – aktor, śpiewak, wteran bitwy o Monte Cassino
- Ludwik Rzeszowski (?–1940) – prezydent miasta Równe, zamordowany w Katyniu
- Walenty Sieczko (1887–1957) – działacz niepodległościowy, więzień X Pawilonu Cytadeli Warszawskiej, odznaczony Krzyżem Kawalerskim Orderu Odrodzenia Polski
- Franciszek Steczkowski (1905–1999) – żołnierz AK, kawaler Orderu Virtuti Militari
- Stanisław Terlecki (1955–2017) – polski piłkarz
- Ludwik Tyszko (zm. 1937) – pułkownik, dziekan KOP, dziekan Armii Litwy Środkowej, starszy kapelan Szpitala Ujazdowskiego, kapelan Szpitala Wolskiego
- Stefan Wichrzycki ps. „Wicherek” – polski bojowiec Rewolucji w Królestwie Polskim w 1905 roku
- Teresa Zarębska (1932–2003) – profesor PW
- Stefan Zembrzuski (1937–2007) – ksiądz prałat, wieloletni proboszcz parafii Podwyższenia Krzyża Świętego na Jelonkach, dziekan dekanatu jelonkowskiego, kanonik gremialny Kapituły Kolegiackiej Wilanowskiej
- Zdzisław Żałobka (1938–2004) – wojewoda siedlecki w latach 1981–1982
- Zbiorowy grób ofiar rzezi Woli z domów przy ul. Wolskiej 102, 104, 105, 107
- Zbiorowy grób Sióstr Benedyktynek Samarytanek Krzyża Chrystusowego zamordowanych podczas rzezi Woli w Szpitalu św. Łazarza 5 sierpnia 1944 roku:
- Symboliczne groby 30 redemptorystów zamordowanych w powstaniu warszawskim

## Galeria

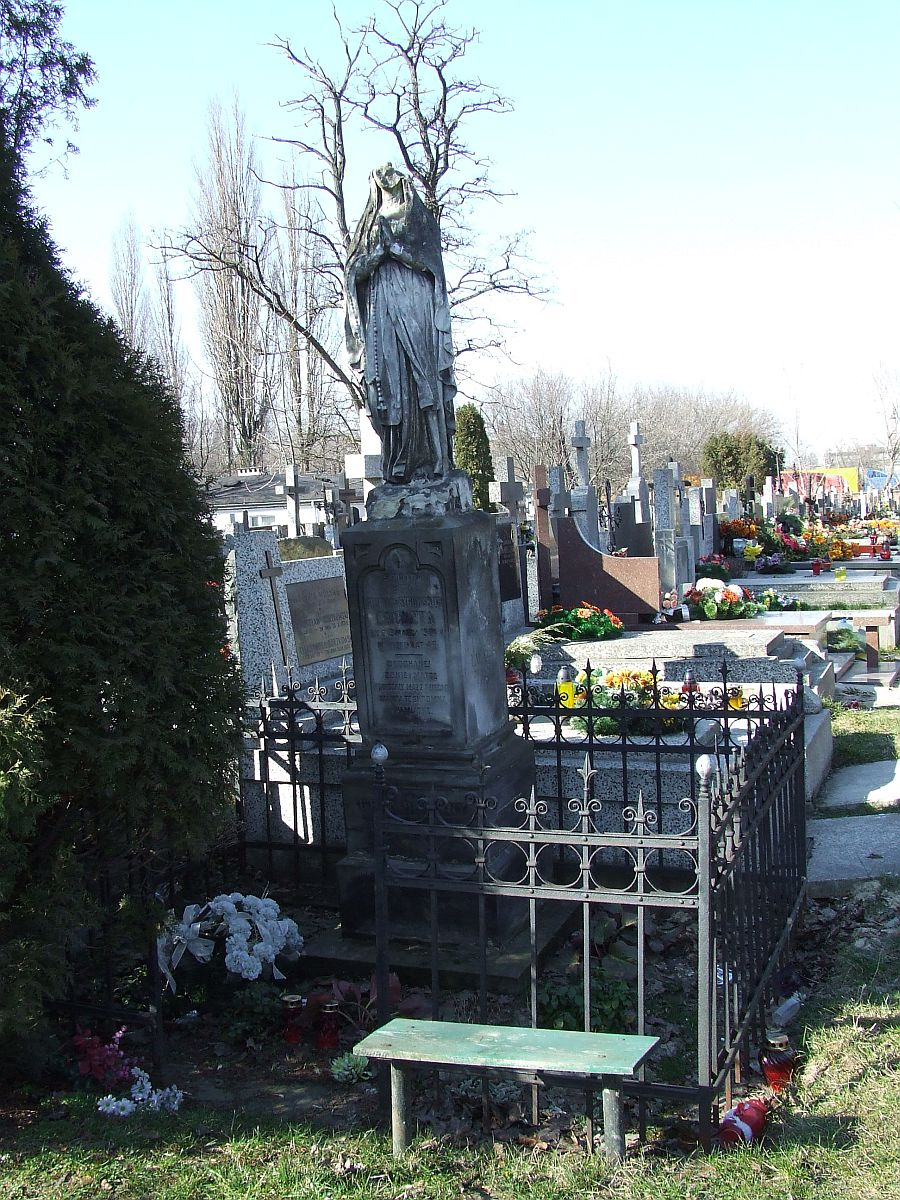
Stare groby
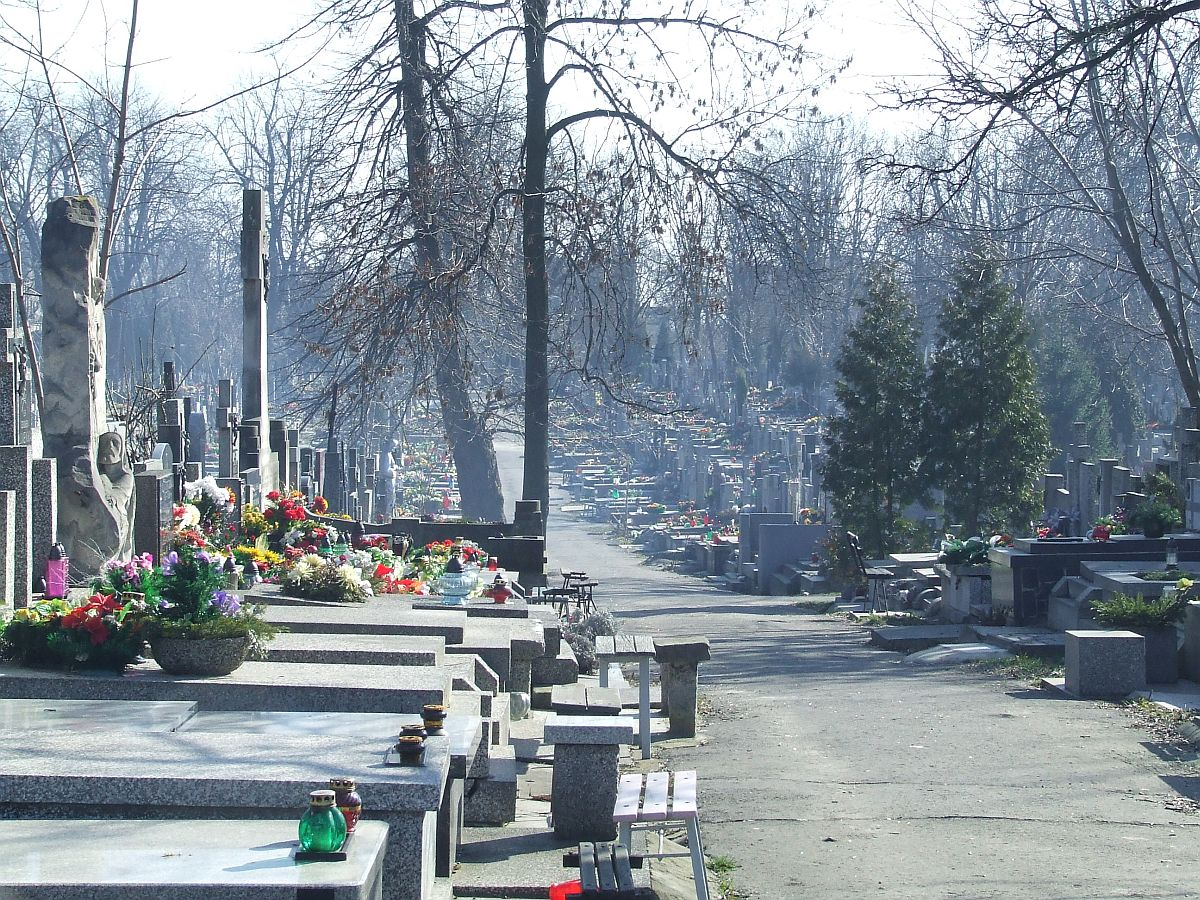
Alejka cmentarna
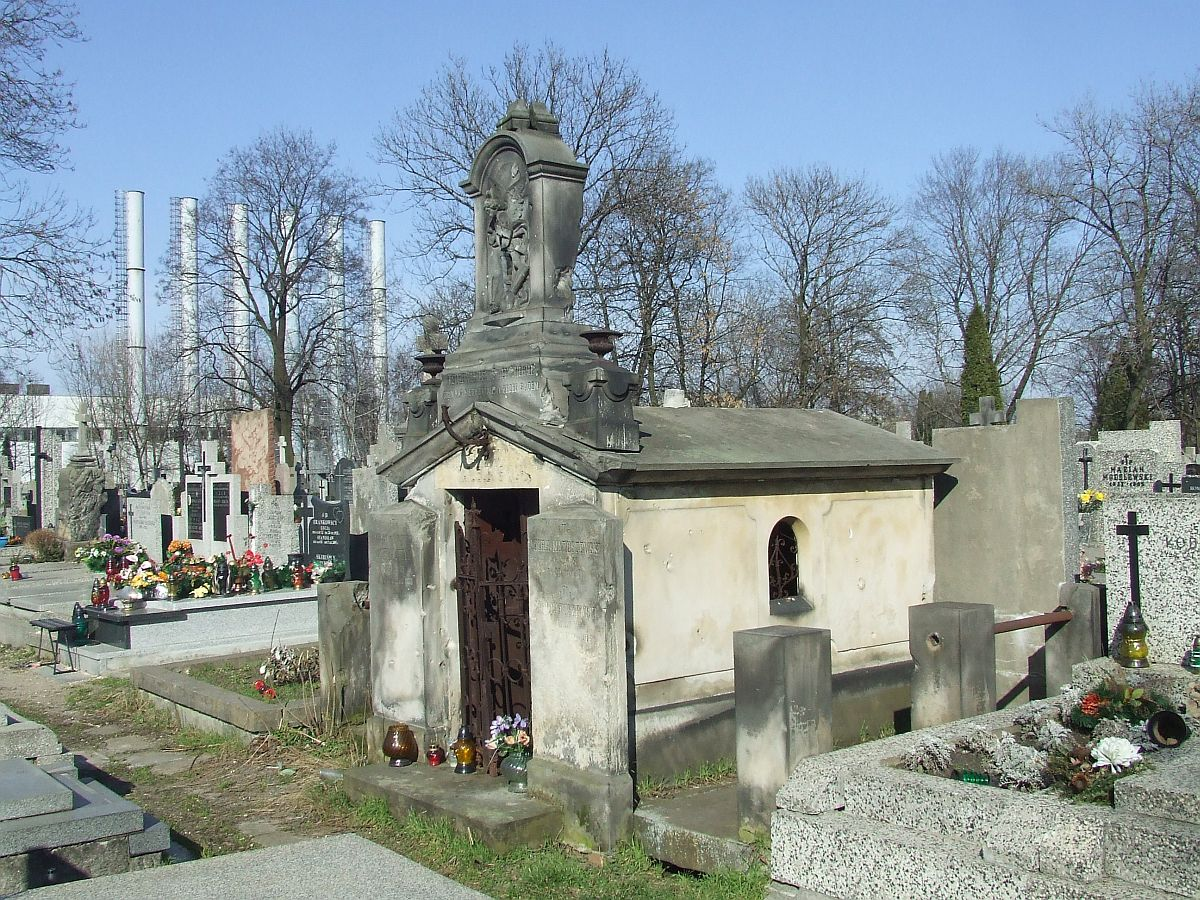
Kaplica rodzinna ze śladami kul
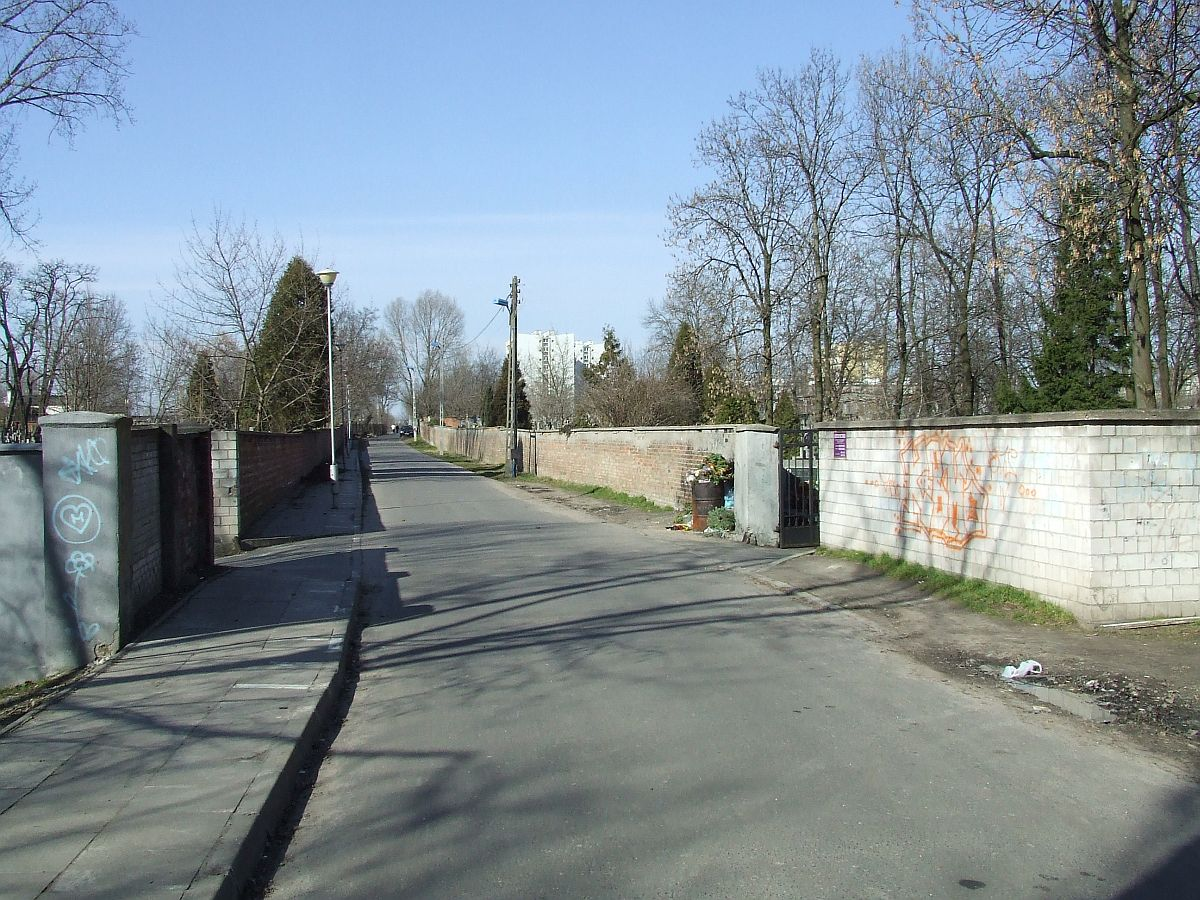
Ulica Sowińskiego dzieląca cmentarz na dwie części